# Gaspard Laurent Bayle

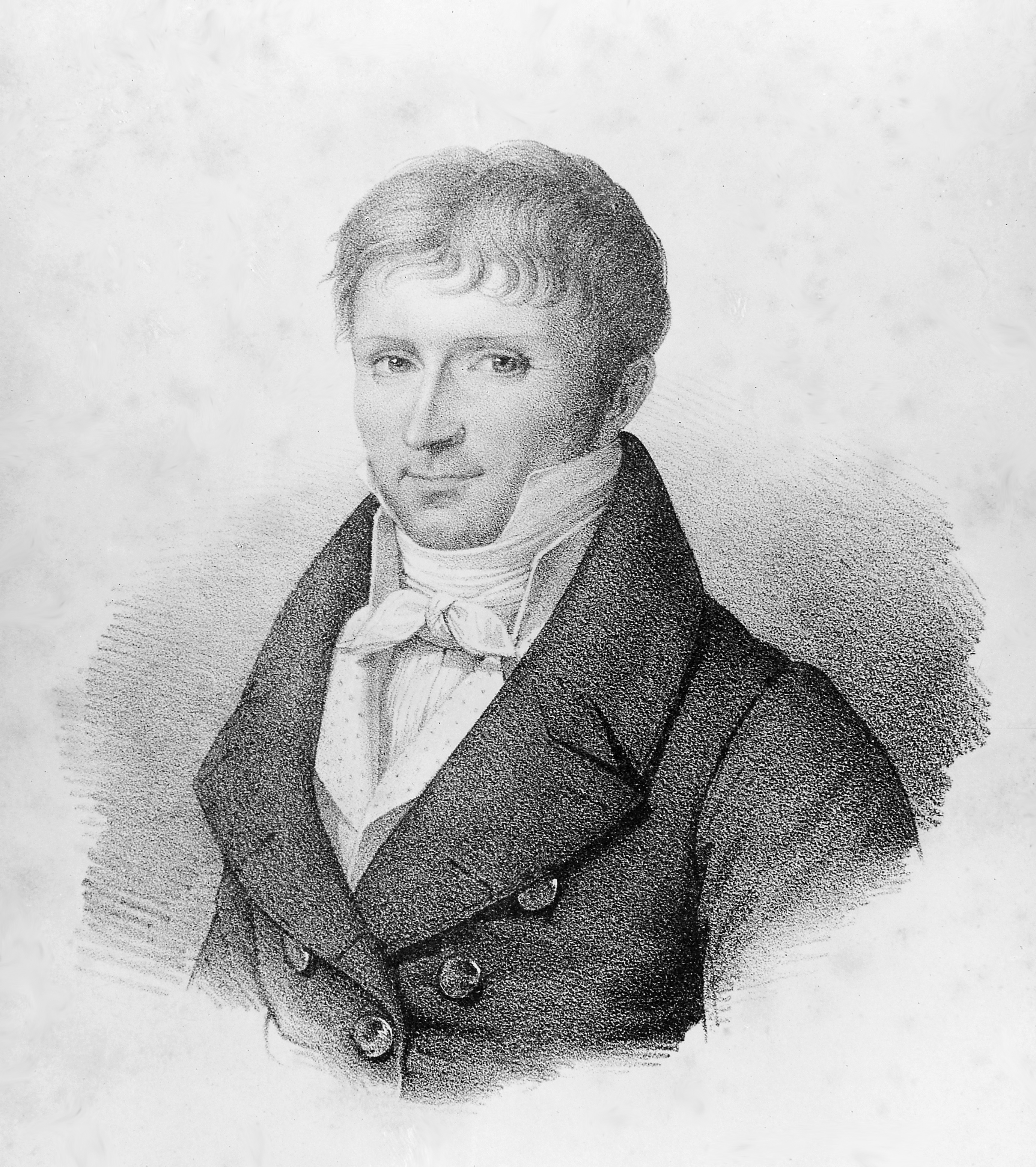
Gaspard Laurent Bayle

Gaspard Laurent Bayle (* 18. August 1774 in Vernet; † 11. Mai 1816 in Paris) war ein französischer Arzt und bedeutender Kliniker. Antoine Laurent Jessé Bayle war sein Neffe.

## Leben und Wirken
Im abgelegenen Dorf Vernet in den Bergen der Provence als Kind reicher Grundbesitzer geboren, wurde Gaspard Laurent Bayle mit zwölf Jahren auf das Collège d’Embrun geschickt. Dort erhielt er Mathematikunterricht vom Jesuitenpater Rossignol, Autor einer Schrift, in der er Buffons Theorie der Erdentstehung widersprach. 1790 trat Bayle in ein Priesterseminar ein, wo er das Philosophiestudium und ein Jahr des Theologiestudiums absolvierte. In dem Moment, als er die Priesterweihe empfangen sollte, entschied er sich, Rechtsanwalt zu werden. Erst 19-jährig wurde er zum Mitglied des Departementrats gewählt. Als Barras und Fréron im März 1793 durch den Nationalkonvent in den Süden geschickt wurden, wählte man Bayle und seinen Freund M. Thomas aus, sie im Namen der Stadt Digne zu begrüßen. Am nächsten Tag veranlassten seine beunruhigten Eltern, dass er nach Montpellier verreise, und so wollte es der Zufall, dass er ein Medizinstudium begann. Nachdem er in Montpellier Medizin studiert hatte, ging er 1796 in den medizinischen Dienst der Armée du Midi.
1798 setzte Bayle sein Medizinstudium in Paris fort und er wurde dort 1801 promoviert. Erfolgreich bewarb er sich um die Stelle eines Praktikanten („élève interne“) im Hôpital de la Charité unter Corvisart. Auf Fürsprache von Corvisart wurde er 1805 provisorischer, 1807 fest angestellter Assistent im Hôpital de la Charité und schließlich 1808 Quartals-Leibarzt („médecin par quartier“) Napoleons.
Bayle war ein exzellenter Praktiker und zugleich der führende Theoretiker der pathologisch-anatomisch orientierten Pariser Schule. Seine Nosographie orientierte sich, ähnlich wie bei Philippe Pinel, nicht an Symptomen, sondern an Läsionen.
Bayles Hauptwerk ist eine auf vielfältigen klinischen und pathologisch-anatomischen Beobachtungen in der Corvisart-Schule basierende Abhandlung über die Tuberkulose. Bayle unterschied vierzig Unter- und sechs Hauptgruppen dieses nosologischen Komplexes. Er unterschied eine tuberkulöse, granulierende, melanotisch-anthracotische, ulzerative, kalzifizierende und kanzeröse Form.
Gaspard Laurent Bayle war Lehrer und Freund von René Laënnec (1781–1826). Bayle starb im Alter von nur 41 Jahren an der Schwindsucht.

## Schriften (Auswahl)
- Considérations sur la nosologie, la médecine d’observation, et de la médecine-pratique; suivis de l’histoire d’une maladie gangréneuse, non décrite jusqu’à ce jour. Gabon, Paris 1802 (Digitalisat) Wiederabdruck in: Encyclopédie des sciences médicales. 7. Abteilung. Sammlung klassischer Autoren. Paris 1838, S. 501–533 (Digitalisat)
- Recherches sur la phthisie pulmonaire. Ouvrage lu à la société de la faculté de médecine de Paris, dans divers séances, en 1809 er 1810. Gabon, Paris 1810 (Digitalisat). Wiederabdruck in: Encyclopédie des sciences médicales. 7. Abteilung. Sammlung klassischer Autoren. Paris 1838, S. 349–500 (Digitalisat)
  - William Barrow (Übersetzer). Researches on pulmonary phthisis, from the French of G. L. Bayle. Harris, Liverpool 1815 (Digitalisat)
- Traité des maladies cancéreuses. 2 Bände. M. Laurent, Paris 1833 (Digitalisat)

## Zeitschriften- und Lexikabeiträge
- Journal de Corvisart
  - Band 5 (Jahr XI)
    - S. 62: Remarques sur les corps fibreux qui se développent dans les parois de la matrice. Wiederabdruck in: Encyclopédie des sciences médicales. 7. Abteilung. Sammlung klassischer Autoren. Paris 1838, S. 552–558 (Digitalisat)
    - S. 72: Remarques sur la structure des parois de l’estomac affecté de squirre.
    - S. 238: Remarques sur les ulcères de la matrice. 
    - S. 511: Notice sur les maladies qui règnent à Paris depuis le mois de nivôse. Wiederabdruck in: Encyclopédie des sciences médicales. 7. Abteilung. Sammlung klassischer Autoren. Paris 1838, S. 559–565 (Digitalisat)

  - Band 6 (Jahr XI), S. 5: Remarques sur les tuberculoses. Wiederabdruck in: Encyclopédie des sciences médicales. 7. Abteilung. Sammlung klassischer Autoren. Paris 1838, S. 588–603 (Digitalisat)
  - Band 9 (Jahr XIII)
    - S. 285: Remarques sur l’induration blanche des organes. Wiederabdruck in: Encyclopédie des sciences médicales. 7. Abteilung. Sammlung klassischer Autoren. Paris 1838, S. 566–568 (Digitalisat)
    - S. 427: Remarques sur la dégénérescence tuberculeuse non enkystée du tissu des organes.

  - Band 10 (Jahr XIII), S. 32: Remarques sur la dégénérescence tuberculeuse non enkystée du tissu des organes. Wiederabdruck in: Encyclopédie des sciences médicales. 7. Abteilung. Sammlung klassischer Autoren. Paris 1838, S. 569–587 (Digitalisat)
  - Band 11 (Jahr XIV). S. 563: Observation sur la fièvre intermittente d’abord régulière puis quarte adynamique.
- Bibliothèque médicale
  - Band 10 (Jahr XIII), S. 290: Idée générale de la thérapeutique. Wiederabdruck in: Encyclopédie des sciences médicales. 7. Abteilung. Sammlung klassischer Autoren. Paris 1838, S. 604–610 (Digitalisat)
  - Band 12 (1806), S. 179: Histoire générale de l’hydrophobie ou de la rage.
  - Band 25 (1812), S. 308: Vues théoriques et pratiques sur le cancer.
  - Band 36 (1812), S. 145: Considérations générales sur les secours que l’anatomie pathologique peut fournir à la médecine.
  - Band 37 (1812), S. 37 und S. 165: Mémoire sur la phthisie pulmonaire.
- Dictionaire des Sciences médicales
  - Anatomie pathologique. Considérations générales. Band 2, Panckoucke, Paris 1812, S. 61–79 (Digitalisat)
  - Cancer. Band 3, Panckoucke, Paris 1812, S. 537–679 (Digitalisat)
  - Oedème de la glotte. Band 18, Panckoucke, Paris 1817, S. 505–515 (Digitalisat). Basierend auf: Mémoire sur une maladie à laquelle on peut donner le nom d’oedème de la Glotte, ou d’angine laryngée oedémateuse. Lu à la séance de la Société de l’Ecole de Médecine, le 18 août 1808. Abgedruckt in: Encyclopédie des sciences médicales. 7. Abteilung. Sammlung klassischer Autoren. Paris 1838, S. 534–551 (Digitalisat)